# Route 62 (Terre-Neuve-et-Labrador)
Pour les articles homonymes, voir Route 62.
La route 62 est une route tertiaire de la province de Terre-Neuve-et-Labrador, située dans l'est de l'île de Terre-Neuve, sur la péninsule d'Avalon. Elle est une route faiblement empruntée, route collectrice entre la Route Transcanadienne et Holyrood. De plus, elle est nommée Holyrood Rd., mesure 5 kilomètres, et est une route asphaltée sur l'entièreté de son tracé.

## Tracé
La 62 débute à la sortie 36 de la Route Transcanadienne, la route 1, au sud-ouest du parc provincial Butter Pot. Elle se dirige vers le nord en suivant la rive est de la rivière Mahers, suivant à quelques kilomètres à l'ouest la frontière du parc provincial Butter Pot. Elle se termine à sa jonction avec la route 60, à Holyrood, à l'extrémité sud de la baie Conception.

## Communautés traversées
- Holyrood